# Сельское поселение «Село Барятино» (Тарусский район)
Сельское поселение «Село Барятино» — муниципальное образование в составе Тарусского района Калужской области России.
Центр — село Барятино.

## История
Статус и границы сельского поселения «Село Барятино» установлены Законом Калужской области № 369-ОЗ от 1 ноября 2004 года «Об установлении границ муниципальных образований, расположенных на территории административно-территориальных единиц „Думинический район“, „Кировский район“, „Медынский район“, „Перемышльский район“, „Сухинический район“, „Тарусский район“, „Юхновский район“, и наделением их статусом городского поселения, сельского поселения, муниципального района».

## Население
| 2010 | 2012 | 2013 | 2014 | 2015 | 2016 | 2017 |
| ---- | ---- | ---- | ---- | ---- | ---- | ---- |
| 438  | ↗444 | ↗464 | ↘426 | ↗443 | ↗461 | ↗474 |
| 2018 | 2019 | 2020 | 2021 |      |      |      |
| ↗482 | ↗499 | ↗514 | ↘509 |      |      |      |

## Состав
В поселение входят 9 населённых мест:
- село Барятино
- деревня Андреево
- деревня Гавриловка
- деревня Гурьево
- деревня Ишутино
- деревня Кареево
- деревня Лаговщина
- деревня Латынино
- деревня Пименово